# Amapá
Amapá (wymowaⓘ [ɐmɐˈpa]) – jest jednym ze stanów Brazylii, położonym na północnym wschodzie kraju, w Regionie Północnym. Od północy graniczy z Gujaną Francuską, na wschodzie leży Ocean Atlantycki, a od południa i zachodu brazylijski stan Pará.
Stan istnieje od 1990, od 1943 był terytorium federalnym, wcześniej był częścią stanu Pará.
W 2010 stan liczył 669 526 mieszkańców; dla porównania, w 1970 było ich około 116,5 tys. Większość stanu ma powierzchnię nizinną, na południowym wschodzie leży zabagniona delta Amazonki. W części środkowej i na zachodzie przez stan przebiegają niskie pasma Wyżyny Gujańskiej. Większą część stanu pokrywają lasy deszczowe; w 2002 utworzono Park Narodowy Tumucumaque.
Głównymi produktami rolnymi stanu są różne rodzaje drewna – mahoń, drewno sosnowe, eukaliptusowe i z Dalbergia, rośliny lecznicze, kauczuk, orzechy orzesznicy wyniosłej; inne produkty to juta, ryby, skorupiaki i mięczaki oraz skóry zwierząt. Na terenie stanu znajdują się duże złoża manganu i rud żelaza. Pod koniec lat 70. XX wieku powstało tu wiele fabryk zajmujących się produkcją żelazomanganu i krzemomanganu.

## Miasta
Największe miasta w stanie Amapá według liczby mieszkańców (stan na 2013 rok):
| L.p. | Miasto           | Liczba ludności |
| ---- | ---------------- | --------------- |
| 1.   | Macapá           | 437 256         |
| 2.   | Santana          | 108 897         |
| 3.   | Laranjal do Jari | 43 832          |
| 4.   | Oiapoque         | 22 986          |
| 5.   | Mazagão          | 18 739          |